# Finala UEFA Europa League 2021
Finala UEFA Europa League 2021 a fost meciul final al UEFA Europa League 2020-2021, cel de-al 50-lea sezon al turneului secundar de fotbal din Europa organizat de UEFA și cel de-al 12-lea sezon de când a fost redenumit din Cupa UEFA în UEFA Europa League. S-a disputat pe 26 mai 2021 pe Stadionul Miejski din Gdańsk, Polonia, între clubul spaniol Villarreal și clubul englez Manchester United.
Finala a fost programată inițial să se joace pe Stadionul Ramón Sánchez Pizjuán din Sevilla, Spania. Cu toate acestea, din cauza amânării și relocării finalei din 2020 la Köln, gazdele finalelor au fost mutate înapoi cu un an, Gdańsk găzduind în schimb finala 2021, ca urmare a pandemiei COVID-19 în Europa.
Villarreal a câștigat meciul la penalty-uri după o remiză, 1-1, în prelungiri, câștigând astfel competiția pentru prima dată în istoria clubului. Câștigând competiția, Villarreal s-a calificat automat în faza grupelor Ligii Campionilor 2021-2022 și va avea, de asemenea, dreptul de a juca împotriva câștigătorilor Ligii Campionilor 2020-2021 pentru Supercupa Europei 2021.

## Echipe
În tabelul următor, finalele până în 2009 erau în era Cupei UEFA, din 2010 în era UEFA Europa League.
| Echipa               | Apariții finale anterioare (îngroșat indică câștigătorii) |
| -------------------- | --------------------------------------------------------- |
| Villarreal CF        | Fără                                                      |
| Manchester United FC | 1 (2017)                                                  |

## Context
Aceasta a fost prima finală majoră a lui Villarreal, fie în competiția internă, fie în cea europeană. Clubul nu a câștigat niciun titlu major anterior, fiind doar co-câștigători ai Cupei UEFA Intertoto de două ori, în 2003 și 2004. Pe de altă parte, aceasta a fost a cincea finală europeană a antrenorului principal Unai Emery, tot în UEFA Europa League; a câștigat trei titluri succesive cu Sevilla în 2014, 2015 și 2016, înainte de a pierde în 2019 cu Arsenal. 
Manchester United a jucat în cea de-a doua sa finală a Cupei UEFA/Europa League, câștigând la apariția anterioară, în 2017. La general, aceasta a fost a opta finală europeană. Ole Gunnar Solskjær a ajuns la prima sa finală ca manager al clubului, după ce a marcat golul victoriei în Finala Ligii Campionilor 1999, jucând pentru ei.
Anterior, cluburile s-au întâlnit de patru ori, în fazele grupelor Ligii Campionilor din 2005-2006 și 2008-2009. Toate meciurile s-au încheiat cu remize fără goluri.

## Drumul spre finală
Pentru mai multe detalii despre acest subiect, vedeți UEFA Europa League 2020-2021.
Notă: În toate rezultatele de mai jos, scorul finalistului este dat mai întâi (A: acasă; D: deplasare).
| Loc | Echipa              | MJ | Pct |
| --- | ------------------- | -- | --- |
| 1   | Villarreal CF       | 6  | 16  |
| 2   | Maccabi Tel Aviv FC | 6  | 11  |
| 3   | Sivasspor           | 6  | 6   |
| 4   | Qarabağ FK          | 6  | 1   |

| Loc | Echipa              | MJ | Pct |
| --- | ------------------- | -- | --- |
| 1   | Paris Saint-Germain | 6  | 12  |
| 2   | RB Leipzig          | 6  | 12  |
| 3   | Manchester United   | 6  | 9   |
| 4   | İstanbul Bașakșehir | 6  | 3   |

Note
1. ↑  Meciul Villarreal v Qarabağ a fost anulat și câștigat cu 3-0 de Villarreal după ce mai mulți jucători din echipa Qarabağ au dat rezultate pozitive pentru SARS-CoV-2. [16]

## Meciul
Echipa de „acasă” (în scopuri administrative) a fost determinată de o tragere la sorți suplimentară care a avut loc după extragerile din sferturi și semifinale.
| Villarreal CF                                                                                  | 1 – 1 (d.p.) | Manchester United FC                                                                               |
| ---------------------------------------------------------------------------------------------- | ------------ | -------------------------------------------------------------------------------------------------- |
| Gerard 29'                                                                                     | Detalii      | 55' Cavani                                                                                         |
| Gerard · Raba · Alcácer · Moreno · Parejo · Gómez · Albiol · Coquelin · Mario · Torres · Rulli | 11 – 10      | Mata · Telles · Fernandes · Rashford · Cavani · Fred · James · Shaw · Tuanzebe · Lindelöf · De Gea |

| Villarreal | Manchester United |

| P          | 13 | Gerónimo Rulli    |     |        |
| FD         | 8  | Juan Foyth        | 84' | 88'    |
| FC         | 3  | Raúl Albiol (c)   |     |        |
| FC         | 4  | Pau Torres        |     |        |
| FS         | 24 | Alfonso Pedraza   |     | 88'    |
| MC         | 5  | Dani Parejo       |     |        |
| MC         | 25 | Étienne Capoue    | 54' | 120+3' |
| MC         | 14 | Manu Trigueros    |     | 77'    |
| AD         | 7  | Gerard Moreno     |     |        |
| AC         | 9  | Carlos Bacca      |     | 60'    |
| AS         | 30 | Yeremi Pino       |     | 77'    |
| Schimbări: |    |                   |     |        |
| P          | 1  | Sergio Asenjo     |     |        |
| F          | 2  | Mario Gaspar      |     | 88'    |
| F          | 6  | Ramiro Funes Mori |     |        |
| F          | 15 | Pervis Estupiñán  |     |        |
| F          | 18 | Alberto Moreno    |     | 88'    |
| F          | 20 | Rubén Peña        |     |        |
| F          | 21 | Jaume Costa       |     |        |
| M          | 12 | Dani Raba         |     | 120+3' |
| M          | 19 | Francis Coquelin  |     | 60'    |
| M          | 23 | Moi Gómez         |     | 77'    |
| A          | 17 | Paco Alcácer      |     | 77'    |
| A          | 34 | Fer Niño          |     |        |
| Antrenor:  |    |                   |     |        |
| Unai Emery |    |                   |     |        |

| P                   | 1  | David de Gea        |      |        |
| FD                  | 29 | Aaron Wan-Bissaka   |      | 120+3' |
| FC                  | 2  | Victor Lindelöf     |      |        |
| FC                  | 3  | Eric Bailly         | 82'  | 116'   |
| FS                  | 23 | Luke Shaw           |      |        |
| MC                  | 6  | Paul Pogba          |      | 116'   |
| MC                  | 39 | Scott McTominay     |      | 120+3' |
| ED                  | 11 | Mason Greenwood     |      | 100'   |
| AM                  | 18 | Bruno Fernandes (c) |      |        |
| ES                  | 10 | Marcus Rashford     |      |        |
| AC                  | 7  | Edinson Cavani      | 113' |        |
| Schimbări:          |    |                     |      |        |
| P                   | 13 | Lee Grant           |      |        |
| P                   | 26 | Dean Henderson      |      |        |
| F                   | 5  | Harry Maguire       |      |        |
| F                   | 27 | Alex Telles         |      | 120+3' |
| F                   | 33 | Brandon Williams    |      |        |
| F                   | 38 | Axel Tuanzebe       |      | 116'   |
| M                   | 8  | Juan Mata           |      | 120+3' |
| M                   | 17 | Fred                |      | 100'   |
| M                   | 19 | Amad Diallo         |      |        |
| M                   | 21 | Daniel James        |      | 116'   |
| M                   | 31 | Nemanja Matić       |      |        |
| M                   | 34 | Donny van de Beek   |      |        |
| Antrenor:           |    |                     |      |        |
| Ole Gunnar Solskjær |    |                     |      |        |

| Omul meciului: Étienne Capoue (Villarreal) Arbitru asistent: Nicolas Danos (Franța) Cyril Gringore (Franța) Al patrulea oficial: Slavko Vinčić (Slovenia) Arbitru asistent video (VAR): François Letexier (Franța) Asistent VAR: Jérôme Brisard (Franța) Benjamin Pagès (Franța) Pol van Boekel (Țările de Jos) | Regulile meciului - 90 de minute. - 30 de minute de prelungiri dacă este necesar. - Lovituri de departajare dacă scorul este încă la egalitate. - Doisprezece înlocuitori numiți. - Maximum de 5 schimbări, cu o a șasea permisă în prelungiri. |

## Vezi și
- Finala Ligii Campionilor 2021
- Finala Ligii Campionilor (feminin) 2021
- Supercupa Europei 2021

## Legături externe
- Site web oficial